# 2008. évi nyári paralimpiai játékok (sportlövészet)
A 2008. évi nyári paralimpiai játékok során a sportlövészet versenyeket szeptember 7. és szeptember 9. között rendezték. A lövészek 12 kategóriában mérték össze tudásukat.

## Eredmények

### Férfi
| Versenyszám               | Arany                           | Ezüst                       | Bronz                  |
| Légpisztoly 10m SH1       | Valeriy Ponomarenko Oroszország | Sergey Malyshev Oroszország | Lee Ju-Hee Dél-Korea   |
| Légpuska 10m SH1 (Álló)   | Jonas Jacobsson Svédország      | Norbert Gau Németország     | Franc Pinter Szlovénia |
| 3x40 szabad puska 50m SH1 | Jonas Jacobsson Svédország      | Doron Shaziri Izrael        | Chao Dong Kína         |

### Női
| Versenyszám | Arany | Ezüst | Bronz |